# Forschungskuratorium Maschinenbau
Das Forschungskuratorium Maschinenbau (FKM) ist eine als eingetragener Verein organisierte Forschungsvereinigung, die Grundlagenforschung auf dem Gebiet des Maschinenbaus betreibt.
Das FKM wurde 1968 gegründet und hat seinen Sitz in der Bürostadt Niederrad in Frankfurt am Main. Es hat rund 3000 Mitgliedsunternehmen, von denen 90 Prozent Mittelstandsunternehmen sind. Die Mitgliedsunternehmen stellen Personal, innerbetriebliches Wissen und Versuchsanlagen zur Verfügung und erhalten dafür Zugang zu den gemeinsamen Forschungsergebnissen. Das FKM ist Mitglied in der Arbeitsgemeinschaft industrieller Forschungsvereinigungen sowie im Verband Deutscher Maschinen- und Anlagenbau.
Das FKM war an der Forschung für DIN-Normen beteiligt und hat eigene Richtlinien auf dem Gebiet der Konstruktion erstellt. Kurz nach der Gründung im Jahr 1968 koordinierte das FKM Forschungsarbeiten zur Tragfähigkeit von Zahnrädern, die 1970 gemeinsam mit Erkenntnissen der Forschungsvereinigung Antriebstechnik Eingang in die DIN-Norm 3990 „Tragfähigkeitsberechnung von Stirnrädern“ fanden. Diese Norm ist, in einer überarbeiteten Version als ISO-Norm, bis heute der Standard für die Zahnrad-Tragfähigkeitsberechnung. 1994 wurde die FKM-Richtlinie „Rechnerischer Festigkeitsnachweis von Maschinenbauteilen“ herausgegeben, die eine allgemeine Methode für den Nachweis von Festigkeit von Bauteilen liefert und in FEM-Berechnungssoftware implementiert werden kann.